# Laura Bush
Laura Lane Welch Bush (Midland, Teksas, 4. studenog 1946.) je supruga 43. američkog predsjednika Georgea W. Busha od 20. siječnja 2001. do 20. siječnja 2009.